# 능직

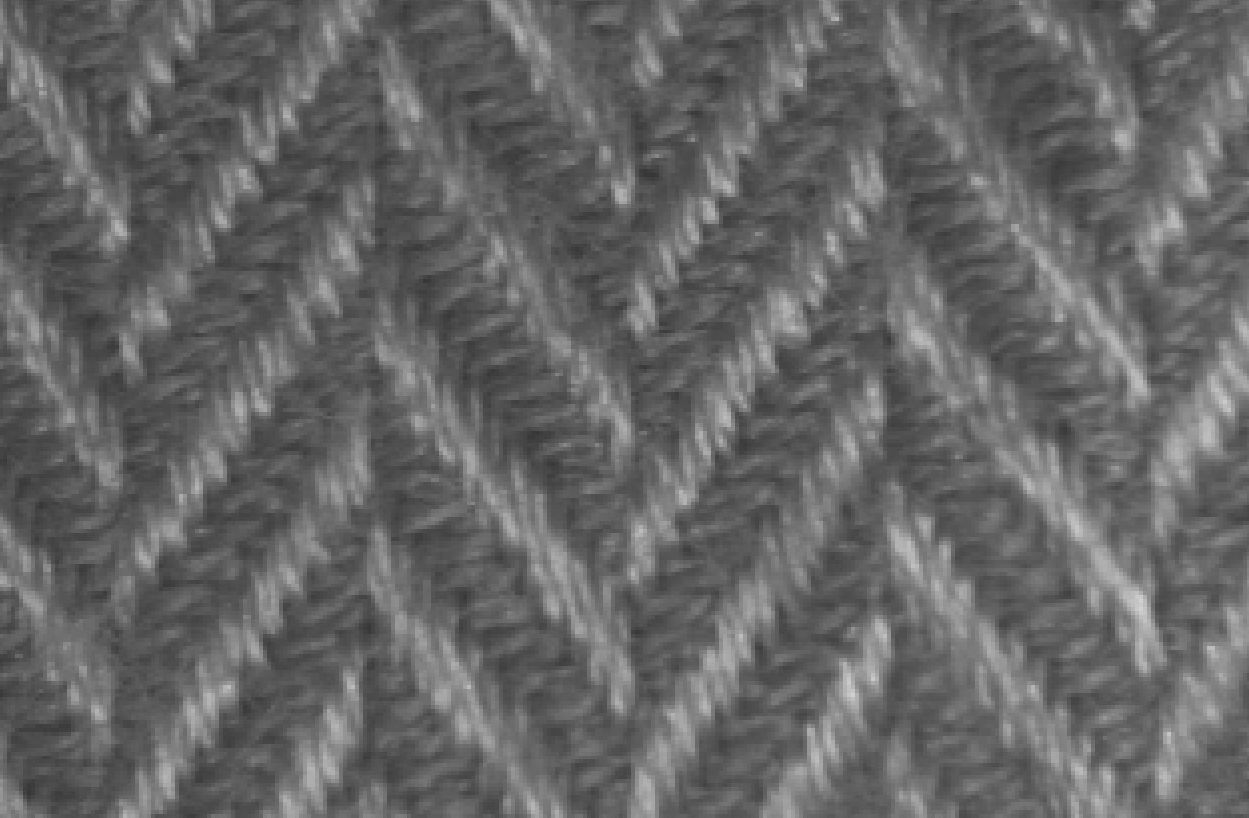
능직

능직(綾織)은 날실 또는 씨실이 연속해서 2올 또는 그 이상의 올과 상하로 교차되어 조직점이 능선으로 나타난다. 능직은 평직에 비하여 마찰에는 약하나 두터우면서 부드러운 직물을 만들 수 있다. 또 신축성이 있고 구김이 덜 생기며 광택이 좋고 더러움을 덜 타 실용적이다. 데님·서지·개버딘·진 등이 대표적인 능직물이다.

## 참고 자료
- 이 문서에는 다음커뮤니케이션(현 카카오)에서 GFDL 또는 CC-SA 라이선스로 배포한 글로벌 세계대백과사전의 내용을 기초로 작성된 글이 포함되어 있습니다.